# Fluvoxamina
La fluvoxamina è un farmaco antidepressivo appartenente alla classe degli inibitori selettivi della ricaptazione della serotonina (SSRI) usato principalmente per il trattamento della depressione maggiore, dei disturbi d'ansia (disturbo d'ansia generalizzato, attacchi di panico, fobia sociale e disturbo ossessivo compulsivo) e dei sintomi associati al disturbo da dismorfismo corporeo. Al pari degli altri SSRI, negli anni questa molecola è stata approvata o comunque utilizzata off-label per il trattamento di altri disturbi non prettamente psichiatrici come il disturbo disforico premestruale, bulimia e l'eiaculazione precoce.

## Storia
Fluvoxamina è stato in assoluto il primo antidepressivo SSRI a essere utilizzato (1984 - Svizzera), sviluppata da Solvay Pharmaceuticals. Nel 1994 venne introdotta negli Stati Uniti e fu il primo SSRI a fare il suo ingresso in Giappone (1999).

## Utilizzi
Sebbene la sua azione prevalente sia quella degli altri SSRI, la fluvoxamina ha in parte differenti effetti farmacologici. Per questa ragione può essere usata per ottenere benefici nei pazienti che hanno avuto effetti collaterali limitanti o non comuni. Nel complesso la fluvoxamina sembra causare minori effetti collaterali rispetto agli altri SSRI, soprattutto in relazione al calo del desiderio sessuale; inoltre questa molecola associa all'azione antidepressiva un modesto effetto ansiolitico, divenendo così utile nelle forme di depressione ansiosa. 
La fluvoxamina è ritenuta un farmaco efficace in caso di depressione psicotica, infatti ha dimostrato degli effetti positivi nel trattamento dei pazienti schizofrenici migliorandone deficit cognitivi, sintomi depressivi e negativi. Sembra essere utile anche per il deficit del controllo degli impulsi.
L'effetto terapeutico completo si manifesta generalmente in 2-4 settimane dall'inizio della terapia, di più (fino a 10-12 settimane) nei disturbi ossessivo-compulsivi.

## Effetti indesiderati
Gli effetti collaterali più comuni (sperimentati da più del 10% degli assuntori) sono
- Disturbi gastrointestinali (nausea, vomito, diarrea)
- Appiattimento emotivo (anedonia)
- Disfunzioni sessuali (calo di libido, disfunzione erettile, anorgasmia)
- Ansia, nervosismo, insonnia o sedazione
- Mal di testa
- Sudorazione, tremori

I disturbi gastrointestinali sono più comuni e intensi con la fluvoxamina che con gli altri SSRI. Generalmente questi effetti collaterali tendono a diminuire spontaneamente nel corso delle prime settimane di assunzione; gli effetti collaterali sulla sfera sessuale tendono invece a comparire nel corso delle prime settimane di trattamento e a persistere nel corso dell'assunzione. Può raramente accadere che alcuni effetti indesiderati, in particolare le disfunzioni sessuali ed emotive, persistano per un tempo indefinito, anche anni, dopo la sospensione del trattamento, dando origine alla sindrome post-trattamento.
In alcuni casi è stato dimostrato che anche queste molecole, come i farmaci triciclici, possono dare un prolungamento dell'intervallo QT.
Generalmente l'assunzione di questi farmaci è fortemente sconsigliata in gravidanza e allattamento; nel caso sia necessario proseguire la terapia anche in questa fase, la scelta ricade di norma su altre molecole. In ogni caso lo psichiatra, in collaborazione con la paziente, deve sempre procedere a un'attenta valutazione del rapporto rischio/beneficio nell'utilizzo in gravidanza di questi.

## Avvertenze

### Sintomi da sospensione
La sospensione del trattamento con fluvoxamina deve essere graduale per ridurre il rischio di sintomi da astinenza, soprattutto gastrointestinali (nausea, cefalea), neurologici (acatisia, sensazione di scossa alla testa) e psichiatrici (ansia, nervosismo, disturbi del sonno). Nella maggior parte dei pazienti i sintomi di astinenza si risolvono in due settimane, ma in alcuni casi si sono protratti per un periodo maggiore (due-tre mesi). I sintomi da astinenza si possono verificare, oltre che al termine del trattamento, alla variazione del dosaggio, al passaggio da un antidepressivo a un altro oppure quando la dose non viene assunta.

### Gravidanza
Durante la gravidanza valutare attentamente il rapporto rischio/beneficio prima di somministrare la fluvoxamina in donne in gravidanza, in particolare durante il primo trimestre. L'esposizione a SSRI durante il terzo trimestre di gravidanza è stata associata alla comparsa nei neonati dei seguenti sintomi:

#### Frequenti
- Agitazione, irritabilità, ipo/ipertonia, iperreflessia, sonnolenza, problemi di suzione, pianto persistente;

#### Meno frequenti
- ipoglicemia, difficoltà respiratoria, anomalie della termoregolazione, convulsioni. Questi sintomi sono riconducibili a una sorta di sindrome da astinenza neonatale.

#### Rari
- L'esposizione a SSRI nella seconda metà della gravidanza è stata associata a ipertensione polmonare persistente, grave patologia che richiede terapia intensiva[10].
- Malformazioni del neonato[11]

#### Effetti sospetti
- Aumentato rischio di autismo e aumentata probabilità di depressione in età adolescenziale[12][13].
- L'esposizione a SSRI determinerebbe anche ritardata espulsione del meconio e conseguente ileo da meconio.

Il passaggio transplacentare degli SSRI può provocare emorragie nel neonato.

### Prolungamento dell'intervallo QTc
Può prolungare l'intervallo QTc, si raccomanda cautela in caso di pazienti con prolungamento congenito dell'intervallo QTc oppure in caso di associazioni farmacologiche con farmaci noti per prolungare l'intervallo QTc. L'associazione degli antidepressivi con antipsicotici aumenta il rischio di prolungamento dell'intervallo Qtc.

### Diabete
Nei pazienti con diabete la somministrazione di un SSRI può influenzare il controllo glicemico.  Infatti l'aumento del tono serotoninergico indotto dall'antidepressivo sembrerebbe aumentare la secrezione e la sensibilità all'insulina (Gulseren et al., 2005). Quindi il dosaggio dei farmaci antidiabetici, ipoglicemizzanti orali e insulina, potrebbe richiedere un aggiustamento.

### Iponatremia
Gli SSRI possono indurre iponatremia (valore medio di 120 mmol/L) con un aumento del rischio di 3,5 volte. Nella maggior parte dei pazienti questo effetto avverso si manifesta durante il primo mese di terapia; il rischio è maggiore nelle donne anziane e nei pazienti in terapia con diuretici. L'iponatremia si manifesta con confusione, convulsioni, senso di fatica, delirio, sincope, sonnolenza, agitazione, vertigini, allucinazioni; più raramente con aggressività, disturbi della personalità e depersonalizzazione. Quindi la comparsa di sintomi neuropsichiatrici durante il primo mese di trattamento deve suggerire la misurazione degli elettroliti sierici.

### Alcool
Non sono state osservate interazioni tra fluvoxamina e bevande alcoliche; tuttavia la loro associazione è sconsigliata.

### Interazioni con altri farmaci
La fluvoxamina non deve essere somministrata in associazione con inibitori delle monoamminoossidasi (IMAO), inoltre è sconsigliata l'associazione con antidepressivi triciclici di cui aumenta i livelli plasmatici. È un inibitore del citocromo P450 1A2 (CYP1A2) che metabolizza la caffeina, la teofillina, la clozapina, la tacrina, gli antidepressivi triciclici, il paracetamolo e la fenacetina.

## Farmacologia
| Target        | Ki (nM) |
| ------------- | ------- |
| SERT          | 11      |
| NET           | 1,119   |
| 5-HT2C        | 5,786   |
| α1-adrenergic | 1,288   |
| σ1            | 36      |

La fluvoxamina è un potente inibitore della ricaptazione della serotonina (SSRI) con un'affinità per questo trasportatore almeno cento volte maggiore di quella per il trasportatore della noradrenalina. Ha affinità trascurabili per tutti gli altri recettori e trasportatori, ad eccezione del recettore σ1 su cui agisce da potente agonista (36 nM). Questa azione può contribuire alle sue proprietà antidepressive e ansiolitiche.